# Sent Vauric
Sent Vauric (en francès Saint-Vaury) és un municipi de la regió de la Nova Aquitània, departament de la Cruesa.

## Demografia
| 1962                                       | 1968  | 1975  | 1982  | 1990  | 1999  | 2007  |
| ------------------------------------------ | ----- | ----- | ----- | ----- | ----- | ----- |
| 1.970                                      | 2.359 | 2.322 | 2.265 | 2.059 | 1.829 | 1.861 |
| Des de 1962: població sense dobles comptes |       |       |       |       |       |       |

## Administració
| Període | Identitat      | Partit |
| ------- | -------------- | ------ |
| 2001-   | Philippe Bayol | PS     |